# ウルングル川

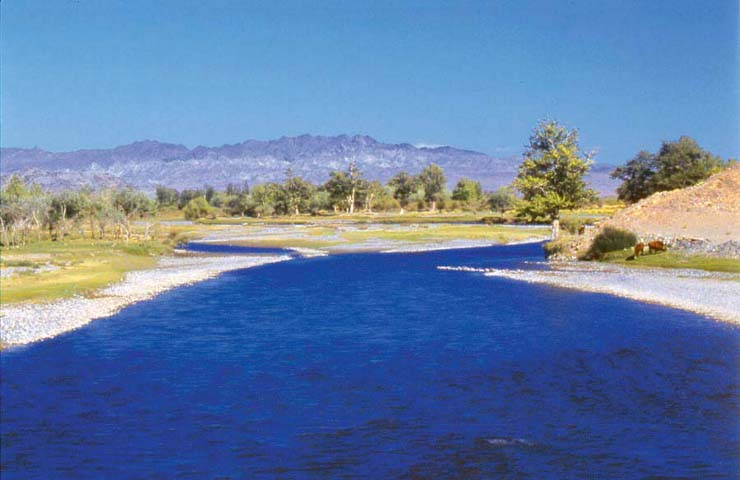
ブルガン川

ウルングル川（ウルングルがわ、モンゴル語: Булгангол、ローマ字：Öröngö Gol、中国語: 乌伦古河、英語: Ulungur Rivwe）は、上流部はモンゴル国、下流部は中国を流れる川で、モンゴル国西部のアルタイ山脈に発して南へ流れて、ブルガン（Bulgan, Khovd）付近で西へ向きを変えて、中国の新疆ウイグル自治区イリ・カザフ自治州アルタイ地区へ入ると北西に向って、ついにはウルングル湖に流れ込む。全長は約700km。
イルティシュ・カラマイ・ウルムチ運河（Irtysh–Karamay–Ürümqi Canal）は、北緯46度36分15秒 東経87度56分52秒 / 北緯46.60417度 東経87.94778度で導水路でウルングル川を横断する。

## 地質史
第四紀初期、ウルングル川（およびイルティシュ川上流）はジュンガル盆地に流れ込み、今日のマナス湖の地域にある大きな湖（旧マナス湖）で終っていた。その後のプレートテクトニクス運動により、ウルングル川は現在の流路に変った。

## 野生動物
中国・モンゴル・ビーバー（Castor fibre birulai）はウルングル川の流域でのみ見られ、絶滅危惧種と見なされている。1980年、ブルガン・ビーバー自然保護区（中国語: 布尔根河河狸狸自然保护区、北緯46度12分00秒 東経90度45分00秒 / 北緯46.20000度 東経90.75000度）がアルタイ地区チンギル県に設立された。